# Anna Eynard-Lullin
Pour les articles homonymes, voir Eynard.
Anna Eynard-Lullin ou Anne Lullin de Châteauvieux, née le 26 mai 1793 à Lancy (France) et morte le 30 octobre 1868 à Genève, est une philanthrope genevoise et suisse.

## Biographie

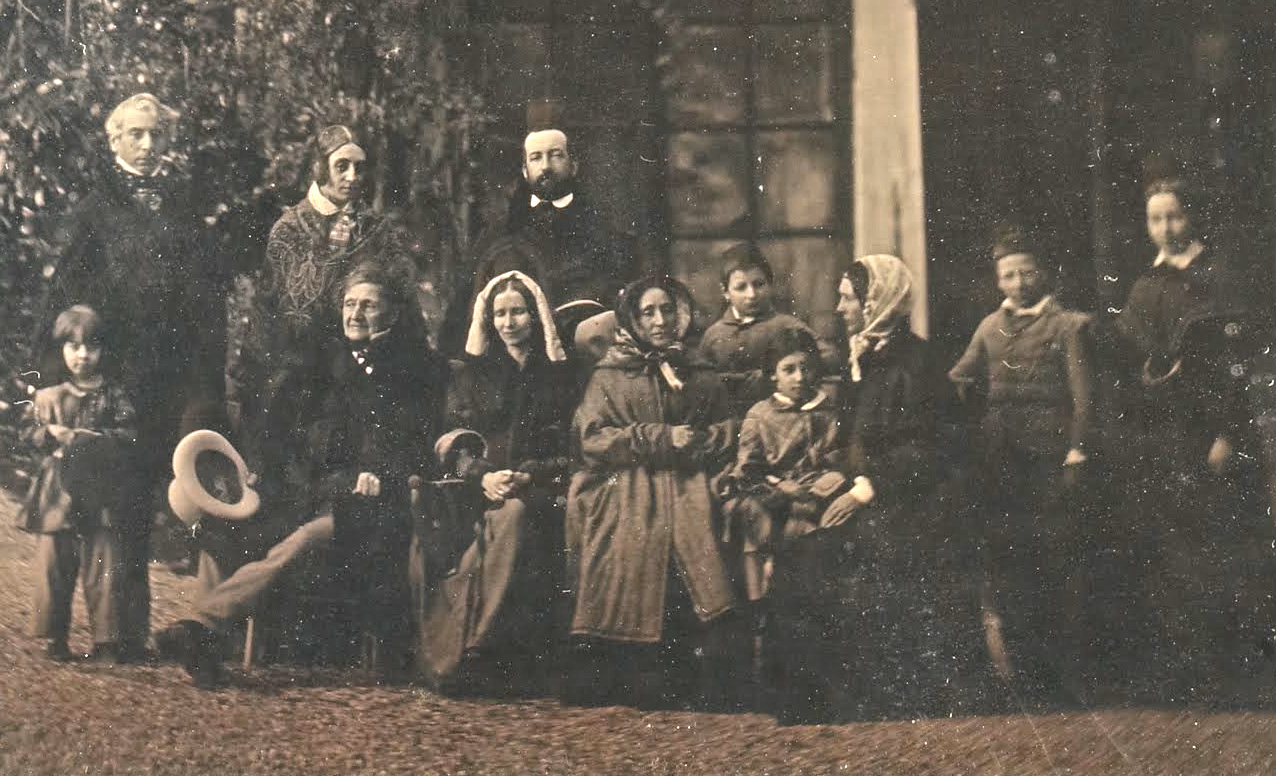
Membres de la famille Eynard-Lullin à la campagne de Beaulieu

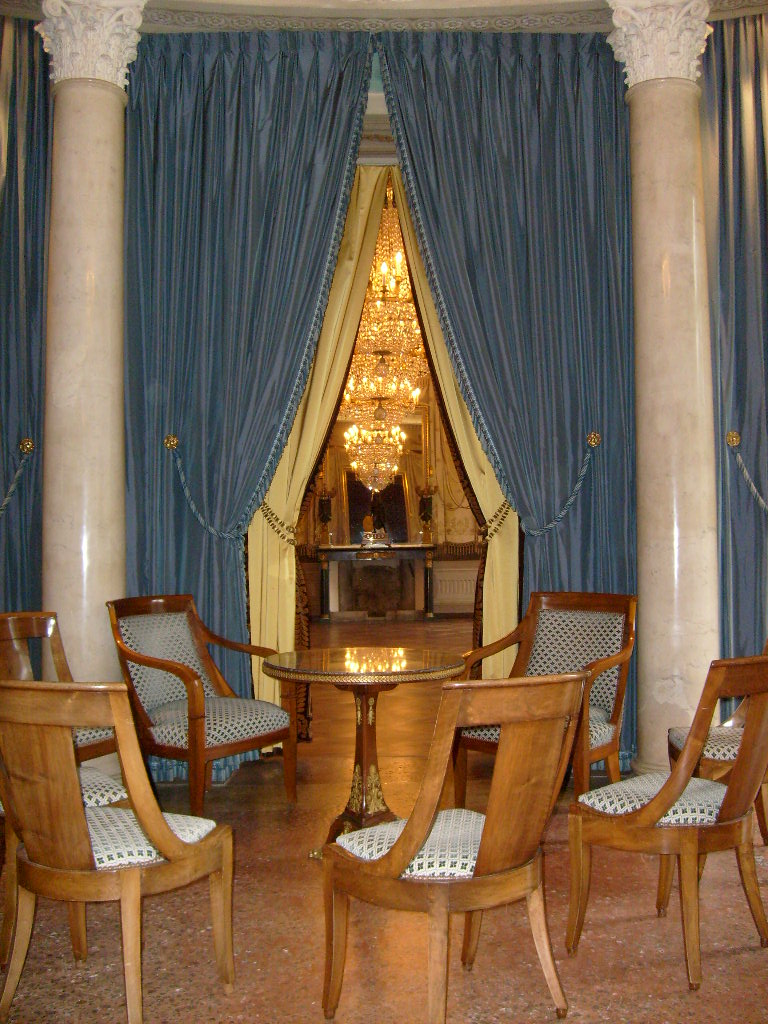
Salons du Palais Eynard

Anna (baptisée Anne Charlotte Adélaide) Eynard-Lullin est le cinquième et dernier enfant du banquier Michel Lullin de Châteauvieux, et d'Amélie Christine Pictet, qui appartiennent aux plus anciennes familles patriciennes de Genève. Elle naît au moment où sa famille a connu des difficultés financières, a vendu l'ancienne propriété de Lancy à Charles Pictet, et s'est réfugiée à Paris chez Marc-Auguste Pictet. Charles et Marc-Auguste sont deux frères d'Amélie Pictet.
Le père d'Anna meurt en 1802 à Saint-Domingue, puis Amélie Lullin-Pictet revient s'installer à Genève avec Anna qui a alors 14 ans,. Son frère Adolphe Lullin (1780-1806) a vécu une courte carrière de peintre, et son oncle Charles Pictet de Rochemont est un soldat, politicien puis diplomate attitré de Genève et de la Suisse au moment des congrès qui tracent les nouvelles frontières de l'Europe après les guerres napoléoniennes.
En 1810, elle épouse Jean-Gabriel Eynard (1775-1863). Gravement malade, elle perd son premier enfant et ne pourra pas en avoir d'autre. Le couple adopte en 1820 une fillette née à Rolle et prénommée Sophie (1817-1887), qui épousera un neveu de son père adoptif. 

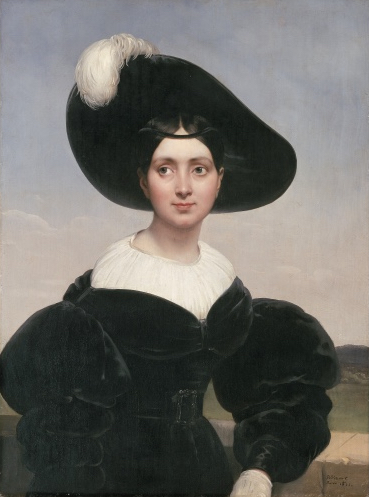
Portrait d'Anna Eynard-Lullin, par Horace Vernet.

Ils habitent d'abord à la Cour Saint-Pierre, puis ils font construire le Palais Eynard (actuelle mairie de Genève). Anna esquisse des plans pour ce palais construit sur les anciennes fortifications de la ville, ; elle participe aussi à la création de la campagne de Beaulieu et dans l'aménagement du vaste jardin de cette maison de maître (communes vaudoises de Gilly et Rolle). Les époux Eynard font construire plusieurs autres maisons à Genève, situées dans l'actuelle rue Eynard, et le palais de l'Athénée en 1863 ; d'autres maisons sont bâties pour la famille à la campagne de Beaulieu.
Jean-Gabriel Eynard devient le secrétaire particulier de Charles Pictet de Rochemont. Avec François d'Ivernois, ils sont les délégués de Genève aux premier Congrès de Paris (1814) et au Congrès de Vienne (1815). Anna les accompagne au Congrès de Vienne, où sa participation à la vie mondaine en marge des pourparlers joue un rôle important. Elle soutient encore son mari lors du Congrès d'Aix-la-Chapelle en 1818.
Dans deux lettres de janvier 1815, voici ce que Charles Pictet de Rochemont décrit des relations de sa nièce Anna avec les puissants présents au Congrès de Vienne.

« Le jour même où j'écrivois à mon frère, en réponse à un certain bavardage venu de Paris, qu'Anna n'avoit parlé à aucun souverain, elle alla à la redoute, et dansa avec l'empereur de Russie et le roi de Prusse. Il paroit qu’elle plaça fort heureusement quelques mots de Genève. Elle a eu hier une audience de la Grande Duchesse Catherine qui l'a fort bien accueillie, et lui a dit des choses aimables sur son oncle. Elle prend tous ces succès comme un enfant que cela divertit, mais assez philosophiquement, et bien mieux que je ne l'aurois imaginé. Elle a la tête froide de sa mère. »

« J’ai été au bal jusqu’à minuit chez l’ambassadeur russe, Anna jusqu’à 4h ; grands succès. Bras dessus bras dessous avec les grands ducs, dansé deux fois avec Alexandre. J’ai toujours peur que cela ne lui tourne un peu la tête ; mais pour lui rendre justice elle n’y montre point de disposition. »

Après le décès de son mari en 1863, âgé de 88 ans, Anna Eynard-Lullin développe ses activités philanthropiques : engagements de personnes en difficultés, créations d'une maison de convalescence pour jeunes filles, d'une maison de retraite, d'écoles près de Beaulieu et à Genève. Elle lègue 30 000 francs à l'hôpital de Genève. Elle meurt en 1868, âgée de 75 ans. Elle repose dans le cimetière des Rois à Genève, à côté de son époux.

## Hommages
Le 30 septembre 2020, le Conseil administratif de la Ville de Genève décide de féminiser le nom du palais Eynard en raison de l'influence architecturale et artistique d’Anna Eynard-Lullin. Il s'appelle dès lors « Palais Anna et Jean-Gabriel Eynard ».
La Bibliothèque de Genève possède un buste d'Anna Eynard, ce qui fait d'elle une des rares femmes à avoir été portraiturée de cette manière à Genève au 19e siècle, avec Germaine de Staël.

## Œuvres
- Anna Eynard-Lullin, Val di Chiana, Carnet de voyage, mai 1823, éd. Michelle Bouvier-Bron, Slatkine, Genève, 2024  (ISBN 9782051029506)

### Exposition
- Le goût de l'antique : Anna et Jean Gabriel Eynard, 15 octobre 2021 - 2 janvier 2022. Musée d'art et d'histoire, Genève[11]

## Archives
- Archives de la famille Eynard (Correspondances, archives de famille, généalogies, mémoires et journaux, récits de voyages), Bibliothèque de Genève, Département des manuscrits : Ms. suppl. 1893-1910, 1921-1984[12].
- Archives Jean-Gabriel Eynard (1775-1863) (Papiers personnels, correspondances, journaux, récits de voyages), Bibliothèque de Genève, Département des manuscrits :  Ms. suppl. 1840-1892, 1913-1916, 1922, 1945-1954[12].
- Archives Alix van Wattenwyl, Bibliothèque de la Bourgeoisie de Berne, Berne : dossiers 18-24 (Anna Eynard-Lullin et l'époque des congrès et des révolutions), 33 et 35[10].
- Archives Roger Monod (famille Eynard), Archives de la Ville de Genève : dossier 169, partage de l'héritage d'Anne Eynard-Lullin, 1870[13].